# 江稼圃

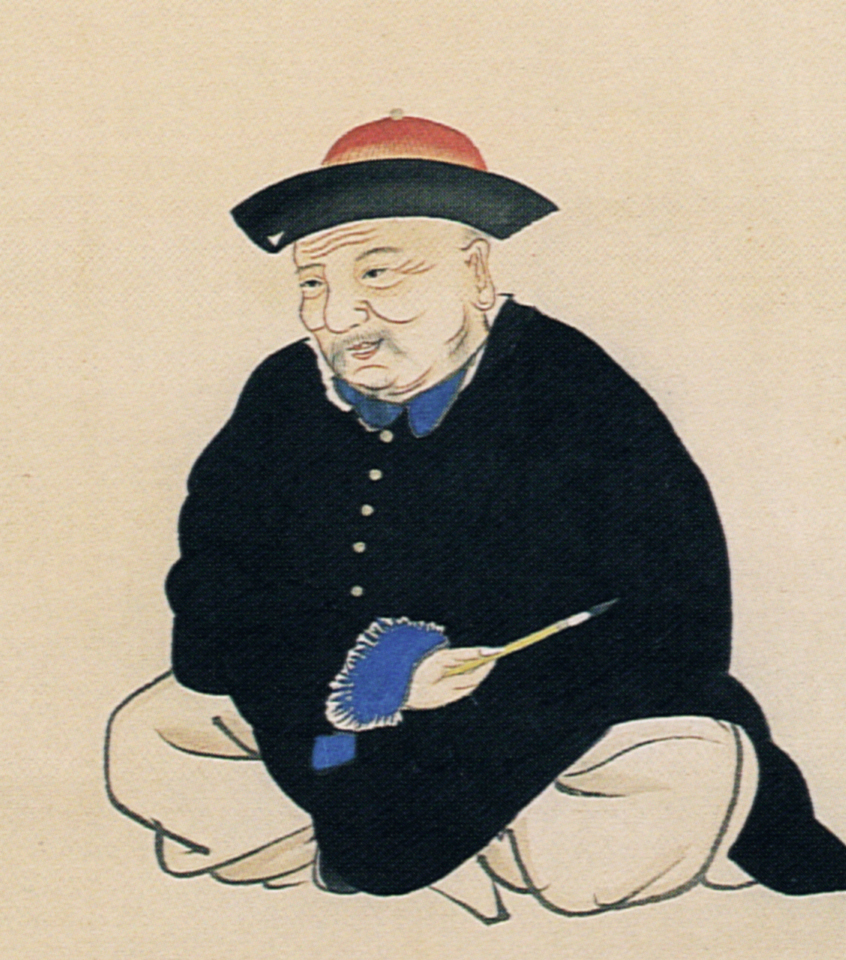
江稼圃肖像 斎藤秋圃 江稼圃・江芸閣賛（部分）文化５年 長崎県立長崎図書館

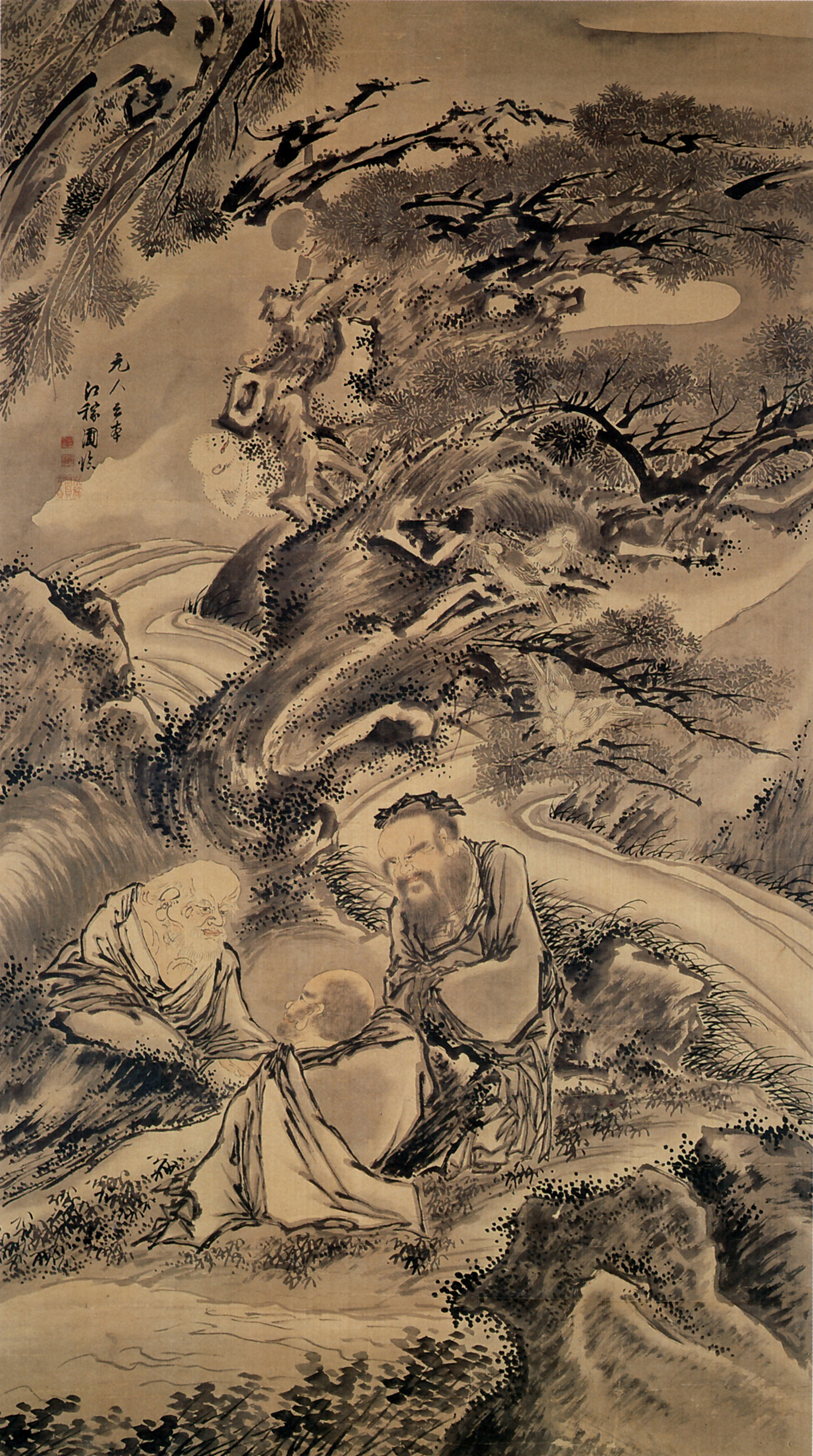
松下三賢図 絹本墨画淡彩 橋本コレクション

江 稼圃（こう かほ、Jiang Jiapu, 生没年不詳）は江戸時代後期の長崎に来舶した清人画家。日本に文人画の画法を伝える。来舶四大家の一人。
名は泰交、字は大来・連山。稼圃は号。杭州府臨安県の人。

## 略伝
幼い頃より絵を好み張宗蒼に師事、また李良にも学んだという。大田南畝は科挙の落第生としている。
文化元年 （1804年）に商船の財副として初来日。以降、数回の来舶記録がある。滞在中は、大田南畝・吉村迂斎・田能村竹田と親しく交友。その他にも菅井梅関・鉄翁祖門・木下逸雲らが画法を学んだ。黄公望風の山水画を得意とし江戸末期の文人画の発展に大きく影響した。嘉慶13年（1808年）、斎藤秋圃が稼圃の肖像画を画いている。
弟の江芸閣も来日している。